# Emilia Brangefält
Emilia Brangefält, née le 10 mai 2002 à Västerås et morte le 13 novembre 2023, est une coureuse de fond suédoise spécialisée en trail. Elle a remporté la médaille de bronze de l'épreuve de trail court aux championnats du monde de course en montagne et trail 2022. Elle est également championne de Suède de trail court 2022.

## Biographie
Emilia Brangefält fait ses débuts en course à pied en 2019 à l'âge de 17 ans. En 2021, elle s'essaie à son premier trail en prenant le départ du Fjällmaraton. Elle y termine quatrième. Encouragée par ce bon résultat, elle se spécialise dans cette discipline.
Le 12 juin 2022, elle prend part aux championnats de Suède de trail court courus dans le cadre du Genarps IF Trail. Annoncée comme favorite, elle assume son rôle. Elle domine la course et s'impose avec 16 minutes d'avance sur sa plus proche rivale pour remporter le titre. En août, elle prend à nouveau part au Fjällmaraton. Elle lutte en tête avec Ida Nilsson et finit par s'incliner pour deux minutes. Ces bons résultats lui offrent une place dans l'équipe nationale pour les championnats du monde de course en montagne et trail à Chiang Mai. Plus jeune concurrente au départ de l'épreuve de trail court, elle prend un départ prudent avec comme seul objectif de rallier l'arrivée. Se sentant en forme, elle augmente progressivement l'allure et double plusieurs concurrentes. Elle remonte peu à peu le peloton et crée la surprise en remportant la médaille de bronze.
Le 6 mai 2023, elle s'élance au départ de l'épreuve Volcanes de 48 kilomètres de la Transvulcania. Elle y réalise une solide course et termine deuxième derrière sa coéquipière Toni McCann. Elle prend à nouveau part à l'épreuve de trail court lors des championnats du monde de course en montagne et trail à Innsbruck. Elle s'y classe cinquième. Un mois après les championnats du monde, elle est victime de problèmes de santé non-diagnostiqués. Son pouls au repos bat à une valeur anormalement élevée de 120 à 150 pulsations par minute mais malgré de nombreuses consultations, les médecins ne parviennent pas à expliquer ses problèmes. Ne parvenant plus à supporter la douleur, elle se suicide le 13 novembre 2023,.

## Palmarès
| no  | féminin            | Course                                 | Longueur | Départ          | Temps           |
| --- | ------------------ | -------------------------------------- | -------- | --------------- | --------------- |
| 9e  | Médaille d'or      | Championnats de Suède de trail court   | 41 km    | 12 juin 2022    | 3 h 13 min 33 s |
| 23e | Médaille de bronze | Vertical K                             | 5 km     | 2 août 2022     | 49 min 26 s     |
| 18e | Médaille d'argent  | Fjällmaraton - 45K                     | 45 km    | 6 août 2022     | 4 h 9 min 50 s  |
| 49e | Médaille de bronze | Championnats du monde de trail - Court | 48 km    | 5 novembre 2022 | 3 h 54 min 52 s |
| 9e  | Médaille d'argent  | Transvulcania Volcanes                 | 48 km    | 6 mai 2023      | 4 h 55 min 14 s |
| 74e | 5e                 | Championnats du monde de trail - Court | 45,2 km  | 8 juin 2023     | 5 h 15 min 11 s |

## Records
| Épreuve      | Performance     | Date             | Lieu      |
| ------------ | --------------- | ---------------- | --------- |
| 3 000 mètres | 10 min 52 s 97  | 21 mai 2022      | Stockholm |
| Marathon     | 2 h 46 min 38 s | 11 décembre 2022 | Malaga    |